# Alfred Radda
Alfred C. Radda, österrikisk iktyolog och taxonom som beskrivit ett stort antal fiskarter, främst inom gruppen äggläggande tandkarpar. Han har även fått en del arter uppkallade efter sig, bland dem Aphyosemion raddai.